# Juan Peyrou
Juan Ignacio Peyrou Soares de Lima (Montevideo, 21 de julio de 1950-Ib., 10 de noviembre de 2018) fue un cantautor, escritor e ingeniero agrónomo uruguayo.

## Biografía
Cursó sus estudios musicales en la escuela de Ramón Ayestarán, perfeccionándose con Oribe Dorrego. También estudio composición con Coriún Aharonián y canto con Estela Ibarbaourou. Paralelamente estudió agronomía, disciplina de la cual se recibió de Ingeniero y ejerció durante toda su vida. En 1976 comenzó su actividad artística junto a su hermano, Alberto Peyrou, en el dúo de música popular Los Peyrou. Al año siguiente editan su primer larga duración, Los Peyrou, para el sello Sondor. Debió emprender ese año su carrera solista, la cual se extendió entre 1977 y 1981 ante el encarcelamiento de su hermano por motivos políticos durante la dictadura cívico militar.
En 1979 fue considerado como el mejor cantor del año por la crítica y en 1980 publicó su disco solista Canta Juan Peyrou para el sello Orfeo.
En 1981, con "Los Peyrou" publicó para el sello Sondor un disco que había sido grabado parcialmente antes de la prisión de su hermano, y en 1987 Ayuí / Tacuabé, editó "De viajantes y vagones".
De acuerdo a Aquiles Fabregat y Antonio Dabezies, Los Peyrou formaron parte del resurgimiento del canto popular uruguayo a mediados de la década de 1970 y aparecieron como "un dúo atípico dentro del Canto Popular", logrando "desprenderse de las influencias de Los Olimareños, presentes en casi todos los dúos charrúas".
Durante la dictadura cívico militar integró la dirección de la Asociación de la Música Popular Uruguaya (ADEMPU).
A nivel político y profesional, ejerció como director de la Oficina de Programación y Políticas Agropecuarias del Ministerio de Ganadería, Agricultura y Pesca durante la presidencia de Jorge Batlle, y al morir, ocupaba el cargo de vicepresidente del Club Atlético Bohemios. Sobre la temática agropecuaria, publicó o colaboró en varios libros sobre el sector lechero y cárnico.

## Discografía

### Con Los Peyrou
- Los Peyrou (Sondor 44062. 1977)
- Y así seguimos cantando (Sondor 44130. 1980)
- De viajantes y vagones (Ayuí / Tacuabé a/e68k. 1987)

### Solista
- Canta Juan Peyrou (Orfeo SURL 90634/A. 1980)

## Libros publicados
- La cadena de la carne vacuna : trayectoria de un segmento clave en el agro y la agroindustria uruguaya (con la colaboración de Eduardo Errea, Joaquín Seco y Gonzalo Souto. Universidad Católica del Uruguay, 2016.)
- Producción lechera (CIEDUR. 1990)
- La disponibilidad de tecnología lechera en el Uruguay (en coautoría con Carlos Paolino. Centro de Investigaciones Económicas, 1982)
- La coyuntura lechera a fines de 1988 (de autoría de Guillermo Scarlato, contó con la colaboración de Juan Peyrou. CIEDUR. 1988)